# روس إس. ستيرلينغ
روس إس. ستيرلينغ (بالإنجليزية: Ross S. Sterling)‏ هو شخصية أعمال وسياسي أمريكي، ولد في 11 فبراير 1875 في أنوهاك في الولايات المتحدة، وتوفي في 25 مارس 1949 في فورت وورث في الولايات المتحدة. نشط حزبياً في الحزب الديمقراطي. وقد انتخب حاكم ولاية تكساس (20 يناير 1931 – 17 يناير 1933).